# Heribert Weber
Heribert „Heri“ Weber (* 28. Juni 1955 in Pöls, Bezirk Murtal, Steiermark) ist ein ehemaliger österreichischer Fußballspieler, Nationalspieler und Fußballtrainer. In seiner Karriere als Spieler wurde er fünfmal österreichischer Meister, viermal ÖFB-Cupsieger und erreichte mit zwei verschiedenen Vereinen ein Europacupfinale.

## Karriere als Spieler
Der gelernte Buchdrucker spielte bis zu seinem 18. Lebensjahr beim steirischen Amateurverein FC Pöls aus Pöls bei Judenburg. 1973 wechselte Heribert Weber zum Erstligisten SK Sturm Graz. Im ersten Meisterschaftsspiel von Sturm im Frühjahr 1974 (23. Februar mit 0:1-Niederlage in Eisenstadt) kam Weber bereits erstmals zum Einsatz, als er in der 82. Minute für Walter Peintinger eingetauscht wurde. Mit den Grazern erreichte er 1975 unter Trainer Karl Schlechta das Pokalfinale gegen "SSW Innsbruck" (wobei – nach dem 0:3 am 17. Juni am Innsbrucker Tivoli – das Heim-2:0 im Rückspiel am 25. Juni im Stadion Liebenau nicht reichte) und feierte als Sturm-Spieler auch seine erste Einberufung ins Nationalteam. Als Schlechta im Jänner 1978 zu Rapid Wien ging, holte er im Sommer desselben Jahres auch Heri Weber zu den Hütteldorfern.
Bei den Grün-Weißen wurde der 1,80 m große Steirer bald zur festen Größe in der Mannschaft und feierte seine ersten großen Erfolge. Von 1978 bis 1989 erzielte der Abwehrspieler und Libero in 315 Meisterschaftsspielen 39 Tore und gewann mit den Wienern viermal den österreichischen Meistertitel und ebenso oft den ÖFB Pokal. Heri Weber erzielte bei 43 Europacupeinsätzen für Rapid drei Tore und gehörte auch zur Mannschaft von 1984/85, die unter dem damaligen Trainer Otto Barić in das Endspiel um den Europacup der Cupsieger einzog. Das Finale selbst, das am 15. Mai 1985 in Rotterdam ausgetragen wurde, ging jedoch 1:3 gegen den FC Everton verloren. Am 11. September 1981, beim Heimspiel gegen den FC Admira/Wacker (2:0), wurde ihm vor Matchbeginn durch Franz Binder (bekannt als „Bimbo Binder“) die Auszeichnung »Rapid-Ehrenkapitän auf Lebenszeit« überreicht.
1989 wechselte der einzige Ehrenkapitän Rapids im Alter von 34 Jahren zum Erstligaaufsteiger SV Austria Salzburg. Mit den Salzburgern gelangen Heribert Weber wiederum unter Trainer Otto Baric zwei Vizemeistertitel und 1994 der erste Meistertitel des Vereins überhaupt. In der Saison 1993/94 erreichte er als 39-Jähriger mit den Salzburger Violetten bereits zum zweiten Mal in seiner Karriere ein Europacupfinale. Beide Endspiele im UEFA-Pokal gegen Inter Mailand gingen für die Salzburger, die im zweiten Finalspiel auf mehrere Stammspieler aufgrund von Verletzungen und Sperren verzichten mussten, nur knapp mit 0:1 verloren. Nach den beiden UEFA-Pokal-Endspielen beendete der Kapitän der Salzburger Austria seine aktive Karriere und wechselte in das Traineramt.
Heribert Weber ist auch Rekordspieler in der österreichischen Bundesliga (Stand 2005). In 581 Spielen erzielte er als Libero und Verteidiger 57 Tore. Außerdem absolvierte er 63 Europacup-Einsätze, bei denen er 3 Tore erzielte, und war langjähriger Kapitän der Nationalmannschaft.

### Nationalmannschaft
Sein Debüt in der österreichischen Nationalmannschaft gab Heri Weber am 28. April 1976 beim 1:0-Erfolg der Österreicher über die Schwedische Fußballnationalmannschaft. Insgesamt absolvierte der langjährige Teamkapitän 68 Länderspiele für Österreich und erzielte dabei ein Tor. Je drei Spiele bestritt der Steirer bei den Weltmeisterschaften von 1978 und 1982, seinen letzten Auftritt im Dress der Österreicher hatte er in der Qualifikation zur Fußballweltmeisterschaft 1990 am 25. Oktober 1989 bei der 0:3-Niederlage gegen die Türkische Fußballnationalmannschaft in Istanbul.

### Erfolge als Spieler
- 5 × Österreichischer Meister: 1982, 1983, 1987, 1988 (Rapid Wien), 1994 (Austria Salzburg)
- 4 × Österreichischer Pokalsieger: 1983, 1984, 1985, 1987 (Rapid Wien)
- 3 × Österreichischer Supercupsieger: 1986, 1987, 1988 (Rapid Wien)
- 1 × Europacup-der-Cupsieger-Finale: 1985 (Rapid Wien)
- 1 × UEFA-Pokal-Finale: 1994 (Austria Salzburg)
- 5 × Österreichischer Vizemeister: 1984, 1985, 1986 (Rapid Wien), 1992, 1993 (Austria Salzburg)
- 2 × Österreichisches Pokalfinale: 1975 (Sturm Graz), 1986 (Rapid Wien)
- 68 Länderspiele und 1 Tor für die Österreichische Nationalmannschaft von 1976 bis 1989
- Teilnahme an der Fußball-Weltmeisterschaft 1978 und 1982
- Teil des Rapid Team des Jahrhunderts

## Karriere als Trainer
Nach dem Rücktritt von seiner aktiven Laufbahn als Spieler unterschrieb Heri Weber als Trainer beim Salzburger Satellitenklub ASVÖ FC Puch, mit dem er in der Saison 1994/95 aus der zweiten Liga abstieg. Von 1995 bis 1996 zeichnete er sich für die U-18 und U-19 Nachwuchsmannschaften des ÖFB verantwortlich, bevor ihm von Klubchef Rudi Quehenberger der Posten als Trainer bei der Salzburger Austria angeboten wurde.
In Salzburg erwartete ihn eine Mannschaft, die mit dem Abgang zahlreicher Europacuphelden und Spitzenspieler (Pfeifenberger, Jurčević, Feiersinger, Mladenović, Artner, Fürstaller und Stadler) dem Zerfall preisgegeben war. Heri Weber verstand es aus dem Rest der Truppe und einigen Neuzugängen eine neue kompakte Einheit zu formen und gewann in der Saison 1996/97 mit Austria Salzburg sensationell den österreichischen Meistertitel. Im Semifinale des Pokalbewerbs scheiterte er mit seiner Mannschaft unglücklich im Elfmeterschießen gegen die Vienna. Im Spieljahr 1997/98 ging für Weber bei Salzburg dann vieles daneben; die Meisterschaft konnte aufgrund einer eklatanten Auswärtsschwäche nicht verteidigt werden und auch in der Qualifikation zur UEFA Champions League scheiterten die Salzburger gegen Sparta Prag. Trotzdem hatte Weber sich aufgrund des Titelgewinns im Vorjahr als Trainer einen Namen gemacht und so holte ihn der Sportdirektor Rapids, Ernst Dokupil im Mai 1998 als Trainer zu den Hütteldorfern.
Mit Rapid erreichte Weber in den Saisonen 1997/98 und 1998/99 jeweils den zweiten Platz in der Meisterschaft hinter Sturm Graz. Nachdem sein Vertrag bei den Hütteldorfern am 30. Mai 2000 gekündigt wurde, musste er fast eineinhalb Jahre warten, bis er beim deutschen Zweitligisten 1. FC Saarbrücken als Trainer und später als Sportdirektor eine neue Stelle antreten durfte. Im Juli 2003 übernahm Heri Weber die Mannschaft des SC Untersiebenbrunn in der zweiten österreichischen Spielstufe und wurde damit Erste-Liga-Herbstmeister 2003. Danach war Heribert Weber als TV-Fußball-Experte für den Pay-TV-Sender Premiere (heute Sky) Sky tätig und war einmal wöchentlich im Radio im Rahmen einer Fußballsendung zu hören.
Von 1. August 2008 bis Sommer 2010 war Heribert Weber Sportdirektor des FC Admira Wacker Mödling.

### Erfolge als Trainer
- 1 × Österreichischer Meister: 1997 (Austria Salzburg)
- 1 × Österreichischer Supercupsieger: 1997 (Austria Salzburg)
- 2 × Österreichischer Vizemeister: 1998, 1999 (Rapid Wien)